# Joan Littlewood
Joan Littlewood (* 6. Oktober 1914 in London; † 20. September 2002 in Paris) war eine einflussreiche britische Theater- und Filmregisseurin der 1950er und 1960er Jahre. Sie prägte den Ausdruck des politischen Theaters Großbritanniens nachhaltig.

## Leben
Nachdem Joan Maud Littlewood an der Royal Academy of Dramatic Art studiert hatte, gründete sie 1934 mit ihrem Mann Jimmie Miller, der besser unter seinem späteren Künstlernamen Ewan McColl bekannt ist, das „Theatre of Action“, eine radikale politische Theatergruppe, die ihren Sitz in Manchester hatte. Littlewood hielt nicht viel vom „braven“, sozial angepassten Theater ihrer Zeit und zog eine experimentellere Form vor, die sich mit zeitgenössischen, sozialen und politischen Konflikten (vor allem mit denen der Arbeiterklasse) beschäftigte. 1936 änderte sie den Namen der Gruppe in „Theater Union“ und nahm eine sehr sozialistisch geprägte Linie an. Beeinflusst wurde sie vor allem vom russischen Regisseur Wsewolod Meyerhold (1874–1940), der einer der großen Theaterreformer des 20. Jahrhunderts war. 1945 wurde der Name wieder geändert, die Gruppe nannte sich jetzt „Theatre Workshop“ und tourte acht Jahre lang durch Großbritannien und Europa.

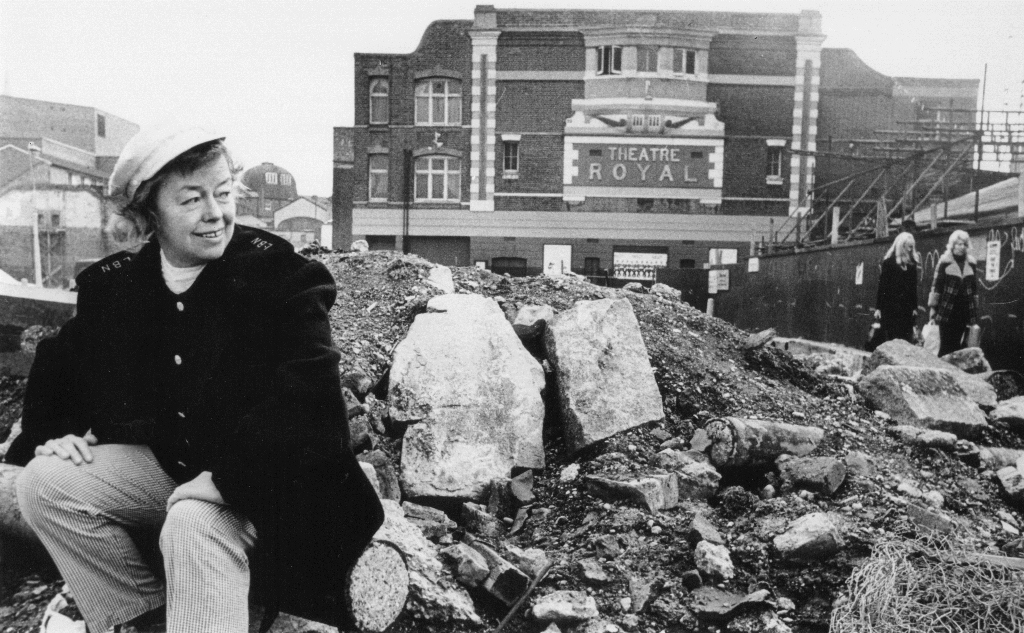
Joan Littlewood und das Theatre Royal Stratford East

Nachdem sie sich 1950 von ihrem Mann getrennt hatte, ließ sich der Theatre Workshop 1953 fest im Theatre Royal Stratford East in London nieder. Littlewood führte Regie und trat auch als Schauspielerin in ihren Stücken auf. Zusammen mit ihrem Partner Gerry Raffles brachte sie einige der einflussreichsten und aufregendsten Stücke ihrer Zeit auf die Bühne, darunter Brendan Behans The Quare Fellow (1957) und The Hostage (1958) und Shelagh Delaneys A Taste Of Honey (1958). Während dieser Zeit führte sie auch Regie an der britischen Erstaufführung von Bertolt Brechts Mutter Courage und ihre Kinder (1955). Zum Jahresende 1957 inszenierte sie am Berliner Maxim-Gorki-Theater die Komödie Unternehmen Ölzweig von Ewan MacColl.
Mit Oh! What a Lovely War, einer Parodie auf den Ersten Weltkrieg, hatte sie 1963 ihren größten Erfolg. Es repräsentierte ihren mit Liedern, Witzen und Sketchen durchsetzten Stil eindrucksvoll und wurde ein Klassiker des Modernen Theaters. Das Stück wurde 1968 erfolgreich von Richard Attenborough verfilmt.

## Trivia
Der bekannte Schauspieler Michael Caine wurde während der Proben einmal von Littlewood angefahren: „Hau ab zur Shaftesbury Avenue. Du wirst immer nur ein Star sein.“ („Piss off to Shaftesbury Avenue [liegt im Theaterviertel West End]. You will only ever be a star.“), da Littlewood das Wort 'Star' stets negativ konnotierte und gute Schauspielkunst anderes definierte. Ein weiteres Wort von ihr war: „Die Probe ist die Arbeit und die Aufführung das Vergnügen.“.